# Fibreglass Designs
Fibreglass Designs, zuvor Kango Cars, war ein südafrikanischer Hersteller von Automobilen.

## Unternehmensgeschichte
Das Unternehmen aus Johannesburg begann in den 1990er Jahren mit der Produktion von Automobilen. Der Markenname lautete Fibreglass Designs. 2002 endete die Produktion. Für die Jahre 2000 bis 2002 sind jeweils 15 Komplettfahrzeuge überliefert.

## Fahrzeuge
Die wichtigste Modellreihe war der Kango. Dies war ein VW-Buggy auf dem Fahrgestell vom VW Käfer. Der Kombi Estate und der Kastenwagen Wagon basierten ebenfalls darauf. Das Freizeitauto Silhouette hatte ein selbst hergestelltes Fahrgestell und Motoren vom VW Golf. Der Veep ähnelte dem Jeep CJ. Ein anderes Modell ähnelte dem Ford Modell T.